# Calliopsis quadridentata
Calliopsis quadridentata är en biart som beskrevs av Shinn 1967. Calliopsis quadridentata ingår i släktet Calliopsis och familjen grävbin. Inga underarter finns listade.